# دهستان تکمران
دهستان تکمران در بخش سرحد شهرستان شیروان در استان خراسان شمالی واقع شده است این دهستان شامل چهارده روستا می‌باشد
و روستا های توپکانلو و چوکانلو از جمله روستا های آن هستند.